# ReStructuredText
reStructuredText (kurz ReST, reST oder RST) ist eine vereinfachte Auszeichnungssprache (englisch markup language) mit dem Ziel, in der reinen Textform besonders lesbar zu sein. Weiterhin soll reStructuredText leicht in andere Formate umwandelbar sein.

## Hintergrund
Der reStructuredText-Parser ist eine Komponente der Docutils, einer in der Programmiersprache Python entwickelten Textverarbeitungsbibliothek. Version 0.6 unterstützt die Umwandlung in ODT, Manpage, S5, XHTML, XML sowie LaTeX. Letzteres ermöglicht einen professionellen Schriftsatz mit Exportmöglichkeiten nach PostScript und PDF.
reStructuredText findet verbreitet Einsatz in der Formatierung der docstrings, der Python-typischen Kommentare zur Programmdokumentation. Das Software-Dokumentationswerkzeug Sphinx nutzt reStructuredText. Zudem bieten einige Wiki-Systeme neben ihrer eigenen Wiki-Syntax reStructuredText als Alternative an.
GitHub, Bitbucket und GitLab unterstützen reST.
Vergleichbare leichte Auszeichnungssprachen sind z. B. Markdown, Textile und AsciiDoc.

## Syntaxbeispiele
Überschriften:
```
Abschnitt

=========
```

```
Unterabschnitt
--------------
```

Aufzählungslisten:
```
- Erster Punkt
```

```
- Zweiter Punkt
```

```
  - Ein Unterpunkt
```

```
- Dritter Punkt
```

```
1) Ein Punkt einer nummerierten Liste
```

```
2) Zweitens...
```

```
   a) Unterpunkt einer nummerierten Liste
```

```
      i) Noch eine Ebene tiefer...
```

```
3) Dritter Punkt der nummerierten Liste
```

Benannte Hyperlinks:
```
Dieser Satz dient zur Demonstration_ von `Hyperlinks in reST`_.
```

```
.. _Demonstration: 
https://de.wikipedia.org/wiki/Demonstration

.. _Hyperlinks in reST: 
https://docutils.sourceforge.net/docs/user/rst/quickref.html#hyperlink-targets
```

Anonyme Hyperlinks:
```
Ein Satz mit einem `anonymen Link auf die Python-Website`__.
```

```
__ 
https://www.python.org/
```

Fußnoten:
```
Hier steht nicht viel [#]_. Schauen sie einfach mal ans Ende der Seite.
```

```
.. [#] Fußnoten können automatisch durchnummeriert werden. Mehr dazu in der 
reST-Kurzreferenz
```